# Borís Belkin
Borís Davídovitx Belkin, rus: Борис Давидович Белкин (Sverdlovsk, 26 de gener de 1948) és un violinista i professor belga d'origen rus.

## Biografia
Com a nen prodigi, Borís Belkin va començar la seva formació de violí als sis anys i va fer el seu primer concert amb Kiril Kondraixin quan tenia set anys. Després va estudiar a l'Escola Central de Música del Conservatori de Moscou, amb professors com Iuri Iankelévitx i Féliks Andrievski. Com a estudiant, va fer concerts amb les grans orquestres de la Unió Soviètica; el 1973 va guanyar el primer premi al Concurs Nacional de Violí de la URSS, celebrat a Erevan. No obstant això, no se li va concedir un visat per participar en el Concurs Internacional de violí Niccolò-Paganini del 1971 i 1973 a Itàlia. Frustrat per l'actitud de les autoritats, va demanar un visat per emigrar a Israel el 1974. Es va traslladar a Londres, París i de tornada a Londres. Va conèixer la seva esposa belga en un festival de Yehudi Menuhin a Suïssa, i es va establir a Lieja. El 1990 s'havia convertit en ciutadà belga.

## Carrera
Des de la seva emigració a Occident el 1974, ha actuat a tot el món amb moltes de les principals orquestres, incloent-hi l'Orquestra Simfònica de Boston, l'Orquestra de Cleveland, l'Orquestra Filharmònica de Berlín, l'Orquestra Filharmònica d'Israel, l'Orquestra Filharmònica de Los Angeles, l'Orquestra de Filadèlfia, l'Orquestra Simfònica de Pittsburgh, l'Orquestra Simfònica de Mont-real, l'Orquestra Simfònica de la Ràdio de Baviera, l'Orquestra Reial del Concertgebouw i totes les principals orquestres britàniques.
Boris Belkin ha estat present en moltes produccions televisives: una biografia cinematogràfica de Jean Sibelius, interpretant el seu concert per a violí amb l'Orquestra Simfònica de la Ràdio Sueca i Aixkenazi, amb Bernstein i la Filharmònica de Nova York, interpretant el Concert de Txaikovski, amb Bernstein i l'Orquestra Nacional de França interpretant el Tzigane de Ravel, i amb Haitink i l'Orquestra Reial del Concertgebouw interpretant el concert de violí núm. 1 de Mozart i Paganini.
Els directors amb els quals ha col·laborat són Bernstein, Aixkenazi, Mehta, Maazel, Muti, Ozawa, Sanderling, Rudolf Barxai, Temirkànov, Dohnányi, Dutoit, Gelmetti, Herbig, Tennstedt, Rattle, Haitink, Berglund, Mata, Chung, Hirokami, Fedosséiev, Aronóvitx, Groves, Leinsdorf, Steinberg, Welser-Möst, Làzarev, Símonov i molts altres. El 1997, Isaac Stern va convidar Borís Belkin a actuar amb ell al Festival Miyazaki.
Boris Belkin també es dedica a la música de cambra, i actua amb artistes com Iuri Baixmet, Miša Maiskis i molts altres.
Els moments més destacats de la temporada 2007-2008 inclouen una gira amb la Filharmònica de Sant Petersburg i el seu director, Iuri Temirkànov, una gira a l'Amèrica del Sud, concerts amb l'Orquestra Simfònica de l'NHK a Tòquio i la representació del concert per a violí de Sibelius amb l'Orquestra Simfònica de Sydney i Aixkenazi, concerts a Londres, Berlín, Barcelona i Roma.
Des de 1987, Borís Belkin ha impartit classes magistrals a l'Accademia Musicale Chigiana de Siena (Itàlia) i des del 1997 és membre del professorat del Conservatori de Maastricht, als Països Baixos. Janine Jansen fou una de les seves estudiants.

## Discografia
- Niccolò Paganini - Concert per a violí núm. 1 amb l'Orquestra Filharmònica d'Israel i Zubin Mehta; primer enregistrament de Belkin, molt ben rebut.

Els seus altres enregistraments per a Decca inclouen:
- Txaikovski i Jean Sibelius: concerts de violí amb la Philharmonia i Aixkenazi;
- Strauss - Concert amb l'Orquestra Simfònica de Ràdio Berlín i Aixkenazi;
- Prokófiev - Concert per a violí núm. 1 i núm. 2 amb l'Orquestra Simfònica de Londres i Kondraixin;
- Brahms - Concert per a violí amb l'Orquestra Simfònica de Londres i Ivan Fischer;

Va gravar per al segell discogràfic Denon:
- Prokófiev - concerts de violí amb l'Orquestra de la Tonhalle de Zuric i Michael Stern;
- Sibelius i Bruch - concerts per a violí;
- Xostakóvitx - Concert per a violí núm. 1 i concert de violí de Glazunov amb la Royal Philharmonic Orchestra i Junichi Hirokami;
- Txaikovski - Concert per a violí amb la Filharmònica de Londres i Stern;
- Mozart - Concert en la major K.219 i Simfonia Concertant amb els Solistes de Cambra de Salzburg;
- Brahms - sonates de violí amb Michel Dalberto.